# Herbert Jones
Herbert Keyshawn Jones (ur. 6 października 1998 w Greensboro) – amerykański koszykarz, występujący na pozycjach niskiego lub silnego skrzydłowego, obecnie zawodnik New Orleans Pelicans.
W 2021 reprezentował New Orleans Pelicans podczas rozgrywek letniej ligi NBA.

## Osiągnięcia
Stan na 1 czerwca 2024, na podstawie, o ile nie zaznaczono inaczej.
NCAA
- Uczestnik rozgrywek:
  - Sweet 16 turnieju NCAA (2021)
  - II rundy turnieju NCAA (2018, 2021)
- Mistrz:
  - turnieju konferencji Southeastern (SEC – 2021)
  - sezonu zasadniczego SEC (2021)
- Koszykarz roku konferencji SEC (2021)[3]
- Obrońca roku SEC (2021)[4]
- Zaliczony do:
  - I składu:
    - SEC (2021)
    - defensywnego SEC (2020, 2021)
    - turnieju SEC (2021)

  - III składu All-American (2021 przez Associated Press, Sporting News)
- Lider SEC w liczbie przechwytów (57 – 2021)[5]

NBA
- Zaliczony do:
  - I składu defensywnego NBA (2024)[6]
  - II składu debiutantów NBA (2022)[7]
- Uczestnik miniturnieju Clorox Rising Stars (2022)[8]